# Pohledeckoskalská vrchovina
Pohledeckoskalská vrchovina je krajinná oblast (horopisná jednotka) a geomorfologický okrsek o rozloze 247,92 km2 v jihovýchodní části Žďárských vrchů, součást Hornosvratecké vrchoviny v regionálním členění georeliéfu (tvaru zemského povrchu) Česka. Leží z hlediska administrativně správního většinou rozlohy v okrese Žďár nad Sázavou náležejícím do Kraje Vysočina, severní okrajovou částí v okrese Svitavy náležejícím do Pardubického kraje.
Krajinná oblast má nepravidelný tvar, nejdelší vzdálenost ve směru SZ – JV na linii Blatiny – Bystřice nad Pernštejnem činí přibližně 19 km, v nejširším místě na severozápadním okraji cca 20 km na linii Oldřiš – Sněžné – Jiříkovice a jen asi 8,7 km na jihovýchodě mezi sídelními lokalitami Hrdá Ves a Rodkov.
Typem georeliéfu členitá vrchovina v nadmořských výškách přibližně 395–823 m, tvořená zejména horninami poličského a svrateckého krystalinika, centrální část ortorula a migmatit až ortorula (paleozoikum až proterozoikum), na severovýchodě pararula (Oldřiš), svor (Telecí), biotitická rula drobně zrnitá s ostrůvky amfibolitu a skarnu (Sněžné), na severozápadě také amfibolit v moldanubiku (Pohledec až Rokytno) a na jihovýchodě pararula v moldanubiku (Domanín), biotitická a dvojslidná rula až svorová rula svrateckého krystalinika (Bystřice nad Pernštejnem).
Nejníže je situovaná hladina řeky Svratky přibližně v nadmořské výšce 395 m pod vodní nádrží Vír I na rozhraní katastrů Karasín a Vír. Nejvyšších nadmořských výšek nad 800 m dosahuje vrchovina na hřbetech s výškovými body Bohdalec (791 m a s neoficiálním zaměřením v roce 2016 na vrcholu skalního útvaru 801 m) na rozhraní katastrů Líšná a Věcov, Buchtův kopec (813 m) na rozhraní katastrů Daňkovice a Krásné nad Svratkou, Pohledecká skála (813 m) v katastru Pohledec a také s vrchy Pasecká skála (823 m) a Kopeček (822 m) nad silnicí II/354 vedené vrcholem sedla (786 m) v katastru Studnice u Rokytna.
Nejvyšší vrchol v krajinné oblasti vymezené územím geomorfologického okrsku se zeměpisným jménem Pasecká skála a nadmořskou výškou 823 m leží na katastrálním území Nového Města na Moravě v okrese Žďár nad Sázavou náležejícím do Kraje Vysočina.

## Geografie

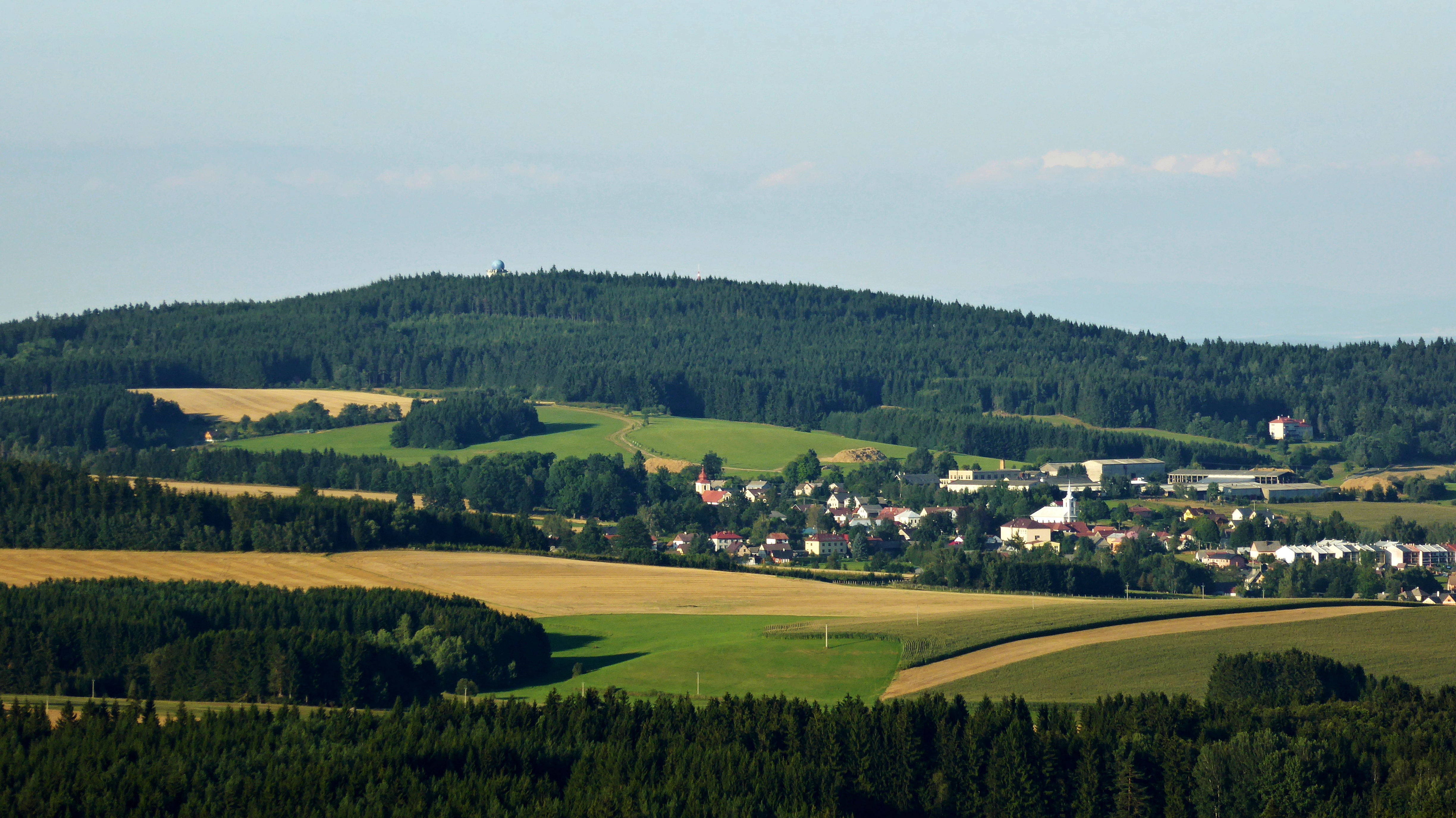
Buchtův kopec s kopulí na radiolokační věži je nad městysem Sněžné dominantou krajiny Pohledeckoskalské vrchoviny

V geografii Česka krajinná oblast s výškovou členitostí vrchoviny, situována v nadmořských výškách v rozsahu 395 až 823 m, na více místech skalní útvary ve vrcholové části úzkých hřbetů a vodní toky v hlubokých rozevřených údolích, výrazné zejména s řekou Svratkou od Milovské kotliny v celém průběhu jejího toku Pohledeckoskalskou vrchovinou až pod vodní nádrž Vír, od Borovnice s průtokem částečně v Sulkovecké vrchovině. Větší plochou geomorfologické jednotky na katastrálním území obcí okresu Žďár nad Sázavou v Kraji Vysočina, v katastrech Borová, Březiny, Lačnov u Korouhve, Oldřiš, Pustá Rybná, Sádek a Telecí v okrese Svitavy náležejícím do Pardubického kraje.
Mezi významné výškové body krajinné oblasti náleží Buchtův kopec (813 m n. m.), v jehož vrcholové části stojí radiolokační věž, vrchol v nadmořské výšce 840 m n. m. je nejvyšším pevným bodem Pohledeckoskalské vrchoviny a současně Žďárských vrchů, Hornosvratecké vrchoviny a Českomoravské vrchoviny.
Krajinnou oblast lze přibližně vymezit obcemi (místy) po jejím obvodu (bez územních výstupků) od nejsevernějšího bodu:
Borová (přibližně od železniční stanice a dále podél koryta Černého potoka) – Oldřiš (levostranný přítok s názvem Potůček) – Kamenec u Poličky (soutok Černého potoka s Bílým potokem, též potok Polička) – Sádek - Borovnice (vrch Horka 578 m) – Jimramov – podél koryta řeky Svratky k jejímu pravostrannému přítoku Bystřice v katastru Hrdá Ves – Dvořiště – Bystřice nad Pernštejnem (soutok Bystřice a Věchnovského potoka – lokalita Ochoz 589 m) – Rodkov (lokalita Šířava – Na vrších 541 m) – Rozsochy – Kundratice u Rozsoch – Divišov – Zubří – Pohledec – Maršovice – Jiříkovice – Lhotka u Žďáru nad Sázavou (potok Staviště – lokality Horačky) – Vlachovice – Fryšava pod Žákovou horou – Kadov (Kadovský les, potok Rybníček) – Krátká (severní okraj katastru) – Blatiny (místní komunikace v poloze 678 m n. m.) – Sněžné (Blatinský potok – lokalita Planec) – Milovy (Blatinský potok) – České Milovy (jižní okraj přírodní památky Čtyři palice) – Březiny u Poličky (lokalita Lísek) – Pustá Rybná (kostel sv. Bartoloměje – Betlémský kopec 741 m) a opět Borová, železniční stanice.

### Původ názvu
Zeměpisné jméno (oronymum) je odvozeno od zalesněného skalnatého hřbetu tvořeného dvojslídným migmatitem svrateckého krystalinika, orientovaného SZ – JV, s vrcholem Pohledecká skála (813 m n. m.) na severovýchodě katastrálního území Pohledec (část Nového Města na Moravě), hřbet s lesním masivem výrazný v pohledu ze sídelní lokality Odranec (v části obce Věcov) v centrální části vrchoviny.

### Geomorfologie a přírodní poměry

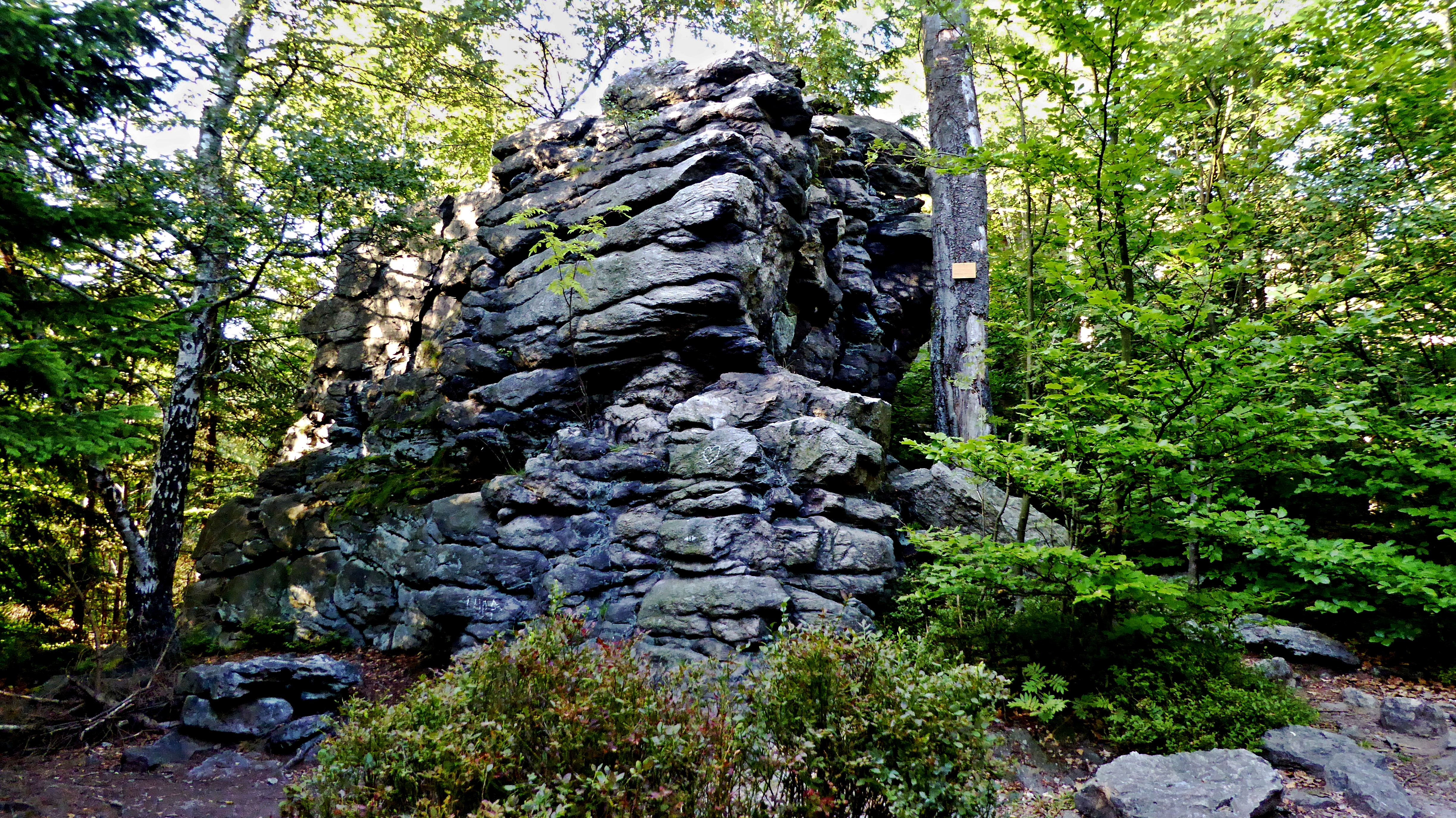
Pasecká skála je významným a veřejně přístupným geomorfologickým útvarem, geologickou lokalitou a přírodní památkou v Chráněné krajinné oblasti Žďárské vrchy, ve vrcholové části se skalní vyhlídkou

Geomorfologie řadí Pohledeckoskalskou vrchovinu mezi geomorfologické okrsky v rámci regionálního členění georeliéfu provedeného systémově pro celé území Česka. Řádově nejnižší geomorfologická jednotka se dále nedělí, charakterizuje ji obecně typ georeliéfu se stejným původem povrchových tvarů a s podobnou výškovou polohou. V seznamu geomorfologických jednotek České republiky je označena pětimístným indexem IIC-4A-2.
Tvoří skladebnou část geomorfologického podcelku s názvem Žďárské vrchy (index IIC-4A) spolu s dalšími třemi geomorfologickými okrsky: Borovský les (index IIC-4A-1), Devítiskalská vrchovina (index IIC-4A-3) a Milovská kotlina (index IIC-4A-4). V rámci Žďárských vrchů rozlohou největší okrsek, sousedí na severu s okrskem Borovský les převážně v Pardubickém kraji (Březiny – Borová), na severozápadě s horopisně nejvyšším okrskem Devítiskalská vrchovina (Lhotka u Žďáru nad Sázavou – Blatiny) a také s Milovskou kotlinou (Blatiny – České Milovy).
Z hlediska historie geomorfologického vývoje georeliéfu (tvaru zemského povrchu) náleží Pohledeckoskalská vrchovina do geomorfologického celku Hornosvratecká vrchovina (index IIC-4). Na východě až jihovýchodě tvoří rozhraní s jejím geomorfologickým podcelkem Nedvědická vrchovina (index IIC-4B) s okrsky Jedlovská plošina (index IIC-4B-1) v úseku Oldřiš – Sádek, Sulkovecká vrchovina (index IIC-4B-7) v úseku Sádek – Hrdá Ves a Pernštejnská vrchovina (index IIC-4B-6) v úseku Hrdá Ves – Rodkov. 
V rámci Hornosvratecké vrchoviny je také částečně okrajovým okrskem, tvoří rozhraní s geomorfologickým celkem Křižanovská vrchovina (index IIC-5) a jejím podcelkem Bítešská vrchovina (index IIC-5A), s okrsky Bobrovská pahorkatina (index IIC-5A-7) v úseku Rodkov – Divišov a Novoměstská pahorkatina (index IIC-5A-6) v úseku Divišov – Lhotka u Žďáru nad Sázavou.
Horniny modelují terén do úzkých hřbetů oddělených hlubokými údolími tzv. žďárského typu georeliéfu, ve vrcholové části typický skalními útvary, např. vrch Bohdalec a také významné geologické lokality a přírodní památky Pasecká skála, Pohledecká skála, Prosička a Štarkov.
Na hřbetech kryogenní tvary – skalní útvary, balvanové sutě, kryoplanační terasy a mrazové sruby, v pásu krajiny mezi Bystřicí nad Pernštejnem a Vojtěchovem tzv. pediment neboli úpatní zarovnaný povrch vzniklý rovnoběžným ústupem svahu v lokalitě, kde svah i skalní úpatí je tvořeno horninami stejně odolnými vůči jejich odnosu. V okolí sídelní lokality Studnice (část Nového Města na Moravě), nejvýše položené vesnice v oblasti Žďárských vrchů, výskyt krystalického vápence (dříve též znám jako bílý mramor ze Studnice, vápenec z velké části odtěžen, pálen v místních vápenkách od 17. století do 30. let 20. století), v něm objeveny již v roce 1878 drobné krasové jevy (nepřístupné).
Částečně zalesněná oblast převážně porosty smrku s příměsí buku, zbytky bučin a suťových listnatých dřevin v okolí vodní nádrže Vír, krajinný ráz charakterizuje mozaika lesů, zemědělsky obdělávaných polí, pastvin a luk, roztroušené skupiny náletových dřevin (například bříza, jeřáb, javor, líska a další, podél vodních toků zejména olše).

### Geologie
Geologické podloží tvoří především horniny poličského a svrateckého krystalinika, migmatit a ortorula (dvojslídný migmatit až ortorula), také dvojslídný svor a biotitická rula drobně zrnitá, též pararula a v malých ostrůvcích amfibolit a vápenec, v místech vodních toků a nádrží hlína, písek, štěrk nivního sedimentu kvartéru.

#### Významné geologické lokality
Významné geologické lokality dokumentují geologickou historii krajinné oblasti, některé tvoří součást zvláště chráněného území přírodních památek:
- Pasecká skála (ID 790)[7]
- Pohledecká skála (ID 2890)[8]
- Rokytno (ID 2887)[9]
- Studnice (ID 2894)[10]
- Štarkov (ID 787)[11]
- Vávrova skála (ID 789)[12]
- Vlčí kámen (ID 1697)[13]

### Vodstvo
Krajinná oblast náleží do povodí Svratky, evropské řeky Dunaj a úmoří Černého moře, významné vodní toky Fryšávka a Medlovka (zdrojnice v Devítiskalské vrchovině), Černý a Hlučál (prameniště Borovský les), lesní a luční lokality s prameništi mnoha potoků: Bezděčka, Bílý, Blatinský, Bobrůvka (Loučka), Bohuňovský, Bystřice, Domanínský, Chobotský, Kamenka, Karasínský, Krásenský, Končinský, Kroupnica, Myšánka, Nedvědička, Písečenský, Ptačí, Rybníček, Skalský, Sněženský, Spělkovský, Štarkovský, Telecký, Věcovský, Vojtěchovský, Záleský, Ždánický a další bezejmenné vodoteče.

### Výškové body

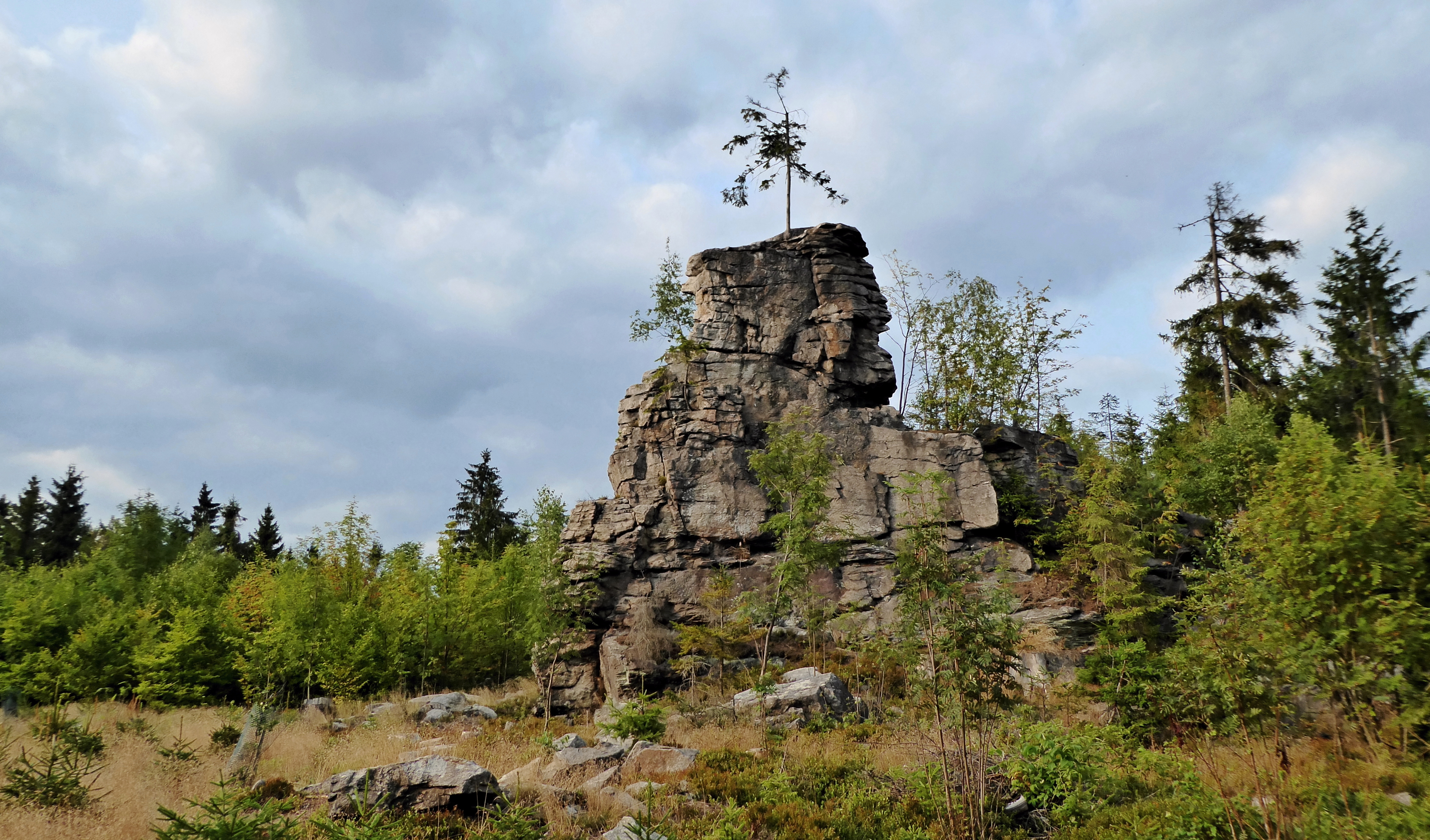
Skalní útvar ve vrcholové části Pohledecké skály (813 m n. m.), z větší části nepřístupné lokality v Chráněné krajinné oblasti Žďárské vrchy, od názvu vrchu odvozeno jméno geomorfologického okrsku Pohledeckoskalská vrchovina

Významné body a vrcholy s nadmořskou výškou 700 a více metrů:
- Štarkov 679 m (Nový Jimramov), významný bod
- Kříb 704 m (Písečné)
- Rychtářův kopec 708 m (Vojtěchov u Lísku)
- Hlavatého kopec 710 m (Zubří u Nového Města na Moravě)
- Ječmínek 711 m (Borovnice)
- Přední skála 716 m (Karasín), v západo-severozápadním směru ve svahu pod vrcholem, v nadmořské výšce zhruba 696 m, rozhledna Karasín s vyhlídkovou plošinou ve výšce 25 m do Pohledeckoskalské vrchoviny i sousedních krajinných oblastí
- Žákův kopec 721 m (rozhraní katastrů Borovnice a Javorek)
- Matoušův kopec 721 m (Telecí)
- Zítkův kopec 723 m (Věcov)
- Vrchy 726 m (Sněžné)
- Adamova skála 729 m (Líšná)
- Nečaska 730 m (Krásné)
- bezejmenný 730 m (dle vrstevnice, lokalita Černý les, Tři studně)
- Na kopci 737 m (Zubří u Nového Města na Moravě)
- Lucký vrch 739 m (Telecí), významný bod

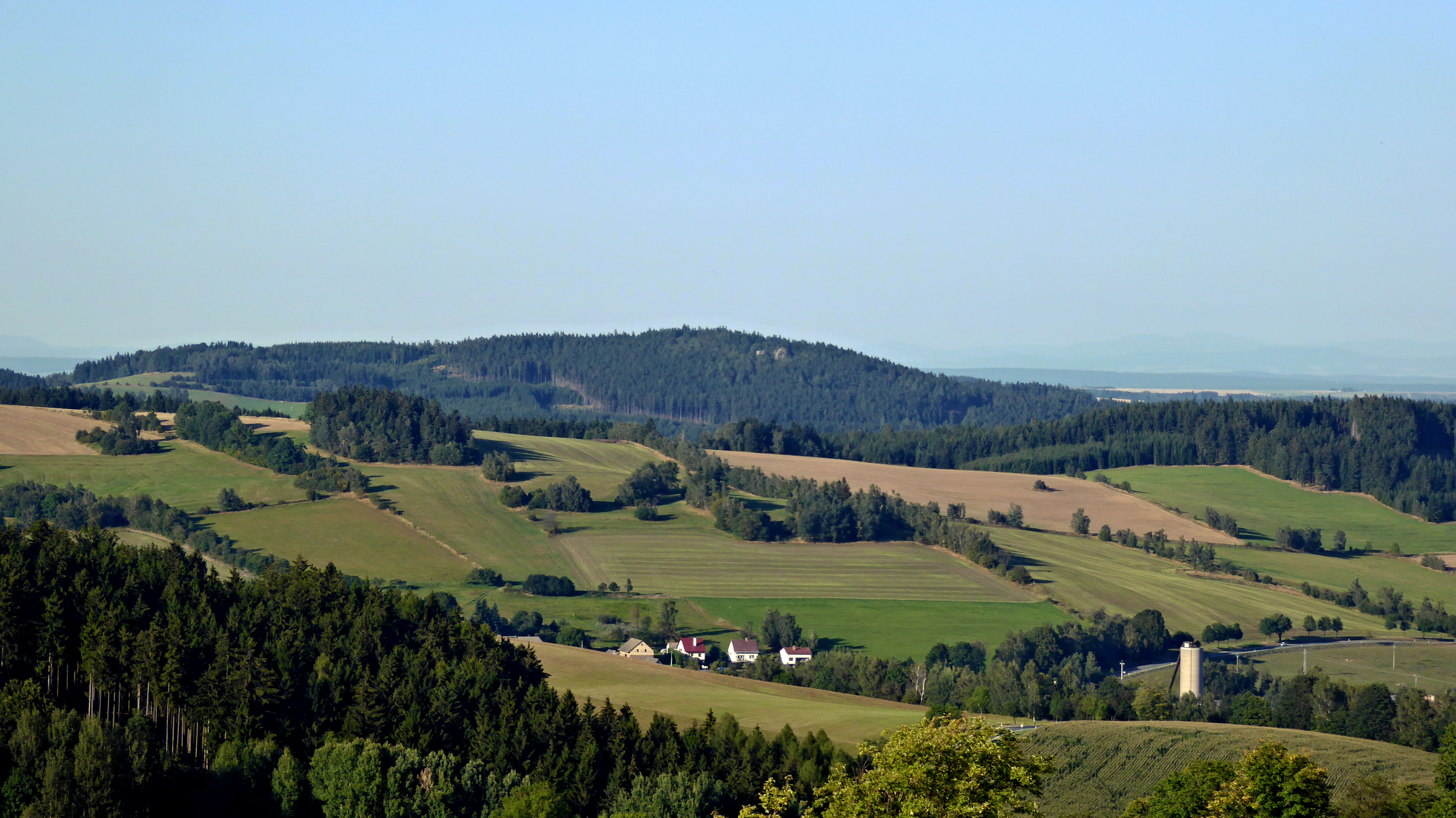
Prosíčka, vrchol 739 m n. m. v lokalitě přírodní památky se skalním útvarem na úzkém hřbetu, pohled ze svahu vrcholu Kamenice (780 m n. m.), v údolí část zástavby v obci Věcov

- Prosíčka, vrchol 739 m n. m. v lokalitě přírodní památky se skalním útvarem na úzkém hřbetu, pohled ze svahu vrcholu Kamenice (780 m n. m.), v údolí část zástavby v obci VěcovProsíčka 739 m (Borovnice), významný bod, rozhledové místo, na zalesněném úzkém hřbetu přírodní památka Prosička[14] se skalním útvarem vypreparovaným mrazovým zvětráváním v pleistocénu
- Prosíčka 739 m (Borovnice), významný bod, rozhledové místo, na zalesněném úzkém hřbetu přírodní památka Prosička[15] se skalním útvarem vypreparovaným mrazovým zvětráváním v pleistocénu
- Betlémský kopec 741 m (Pustá Rybná)
- Landrátský kopec 742 m (Telecí)
- U borku 742, m (trigonometrický bod, Maršovice u Nového Města na Moravě)
- bezejmenný vrchol 750 m (někdy Pohledecký kopec, významný bod nad lokalitou přírodní památky Vávrova skála, Pohledec)
- Vávrovka, též Vávrova skála 750,5 m (přibližně 10,5 m vysoký izolovaný rulový skalní útvar v lokalitě přírodní památky Vávrova skála, dle vrstevnice v nadmořské výšce zhruba 440 m úpatí skaliska, Pohledec), významný bod
- bezejmenný vrchol 751 m (Koníkov), rozhledové místo, cca 422 m severovýchodně (55°) od vrcholu Metodka nad trasou naučné stezky, vyhlídka do údolí Štarkovského potoka (Roženecké Paseky) a Věcovského potoka (Věcov)
- Bednářův kopec 762 m (Jiříkovice u Nového Města na Moravě)
- Lepaurův kopec 770 m (trigonometrický bod, Fryšava pod Žákovou horou)
- Samotín 770 m (Vojtěchov u Lísku)
- Strom 771 m (Borovnice)
- Bílá skála 777 m (Vlachovice u Rokytna)
- Kamenice 780 m (trigonometrický bod s názvem „Hajného kamenice“, Roženecké Paseky), rozhledové místo
- Kříby 785 m (Rokytno na Moravě)
- Metodka 788 m (Koníkov), na vrcholu z roku 1975 památník partyzánů z II. světové války, vrcholovou částí vedena naučná stezka Metodka
- Na Konvalinkovým kopci 797 m (trigonometrický bod, Studnice u Rokytna)

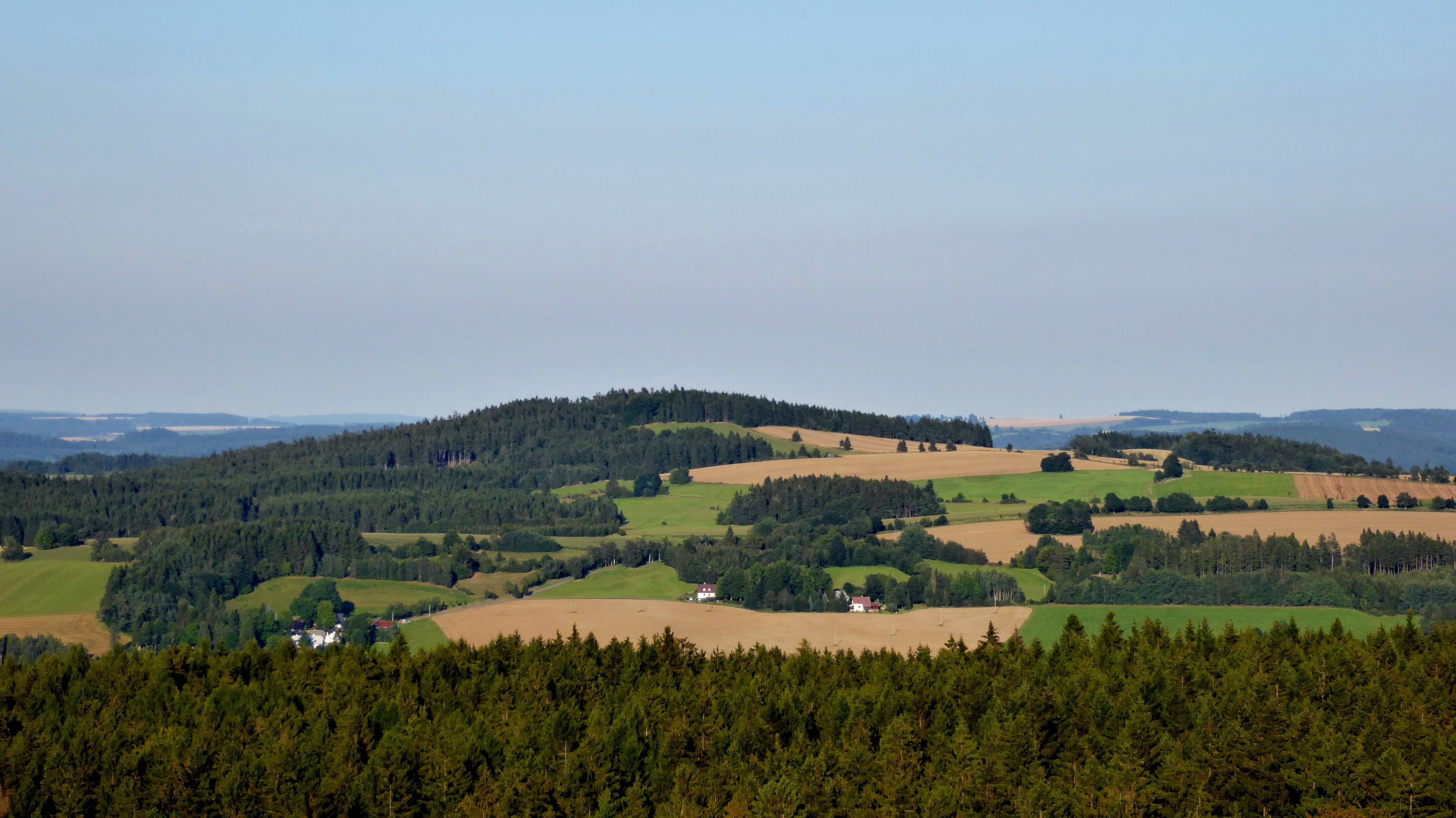
Bohdalec, kopec s trigonometrickým bodem 791 m n. m., ve vrcholové části se skalním útvarem s neoficiální nivelací 801 m n. m. určenou v roce 2016

- Bohdalec, kopec s trigonometrickým bodem 791 m n. m., ve vrcholové části se skalním útvarem s neoficiální nivelací 801 m n. m. určenou v roce 2016 Bohdalec 801 m (výška dle neoficiálního měření z roku 2016 na vrcholu skalního útvaru),[16] trigonometrický bod 790,6 m na vrcholu kopce, rozhraní katastrů obcí Líšná a Věcov,[17] významný bod
- Vysoký kopec 806 m (Krásné)
- Pohledecká skála 813 m (Pohledec), ve vrcholové části radiokomunikační věž, významný bod
- Buchtův kopec 813 m (rozhraní katastrů Daňkovice a Krásné nad Svratkou), významný bod, ve vrcholové části radiolokační věž, na střeše kopule v nadmořské výšce 840 m, nejvyšší pevný bod spojený se zemí v Pohledeckoskalské vrchovině a současně Žďárských vrchů, Hornosvratecké vrchoviny a na Českomoravské vrchovině.[5]
- Kopeček 822 m (zalesněná vrcholová část, Studnice u Rokytna), na jihozápadním bezlesém svahu stožáry s vedením pro VVN určené k výzkumu vlivu námrazy a koroze
- Pasecká skála 823 m (Studnice u Rokytna), skalní útvar s turisticky dostupnou vyhlídkou, významný bod, nejvyšší vrchol krajinné oblasti

## Ochrana přírody a krajiny
Větší plochou na severozápadě je součástí Chráněné krajinné oblasti Žďárské vrchy, jihovýchod krajinné oblasti překrývá přírodní park Svratecká hornatina, na více lokalitách je zvláště chráněným územím maloplošného charakteru, např. přírodní památky Pasecká skála, Pernovka, Prosička, Štarkov, Vávrova skála, Vlčí kámen.